# IGA SuperThrift Tennis Classic 1999
IGA SuperThrift Tennis Classic 1999 — жіночий тенісний турнір, що проходив на закритих кортах з твердим покриттям The Greens Country Club в Оклахома-Сіті (США). Належав до турнірів 3-ї категорії в рамках Туру WTA 1999. Відбувсь учотирнадцяте і тривав з 22 до 28 лютого 1999 року. Перша сіяна Вінус Вільямс виграла свій другий підряд титул на цьому турнірі й отримала 27 тис. доларів США. Того самого дня Серена виграла Open Gaz de France, завдяки чому вони стали першими сестрами, що виграли турніри WTA одного й того самого тижня.

## Фінальна частина

### Одиночний розряд
Вінус Вільямс —  Аманда Кетцер, 6–4, 6–0
- Для Вільямс це був 2-й титул в одиночному розряді за рік і 4-й — за  кар'єру.

### Парний розряд
Ліза Реймонд /  Ренне Стаббс —  Аманда Кетцер /  Джессіка Стек, 6–3, 6–4

## Учасниці

### Сіяні учасниці
| Країна | Гравчиня         | Рейтинг | Сіяна |
| ------ | ---------------- | ------- | ----- |
| США    | Вінус Вільямс    | 5       | 1     |
| Росія  | Анна Курнікова   | 13      | 2     |
| ПАР    | Аманда Кетцер    | 10      | 3     |
| США    | Ліза Реймонд     | 27      | 4     |
| США    | Чанда Рубін      | 28      | 5     |
| США    | Емі Фрейзер      | 32      | 6     |
| ПАР    | Маріан де Свардт | 33      | 7     |
| США    | Тара Снайдер     | 36      | 8     |

### Інші учасниці
Нижче наведено учасниць, які отримали вайлдкард на участь в основній сітці:
- Александра Стівенсон
- Лорі Макніл

Нижче наведено учасниць, що отримали вайлдкард на участь в основній сітці в парному розряді:
- Аманда Кетцер /  Джессіка Стек

Нижче наведено учасниць, що пробились в основну сітку через стадію кваліфікації в одиночному розряді:
- Лілія Остерло
- Машона Вашінгтон
- Міягі Нана
- Ніколь Пратт

Нижче наведено учасниць, що пробились в основну сітку через стадію кваліфікації в парному розряді:
- Аннабел Еллвуд /  Брі Ріппнер